# Surtjärnen, Härjedalen
Surtjärnen är en sjö i Bergs kommun i Härjedalen och ingår i Ljungans huvudavrinningsområde.